# Alexandre Bustillo
Pour les articles homonymes, voir Bustillo.
Alexandre Bustillo, né à Saint-Cloud le 10 août 1975, est un réalisateur et scénariste français.

## Biographie
Alexandre Bustillo se passionne très jeune pour le monde du cinéma. Cinéaste marqué par des films comme La Nuit des masques, Les Dents de la mer et Les Innocents, le jeune entre à l'université de Vincennes-Saint-Denis d'où il ressort avec un diplôme de maîtrise du cinéma et d'audiovisuel. Il devient par la suite projectionniste et journaliste du magazine Mad Movies et aussi rédacteur dans les magazines de musique Velvet et Hard N'Heavy.
En 2006, il rencontre Julien Maury avec qui il réalise le film À l'intérieur, film d'horreur mettant en scène Béatrice Dalle et Alysson Paradis. Le film est projeté à la Semaine de la critique du Festival de Cannes 2007, éligible à la Caméra d'or, puis sort en salle en juin 2007.
Le duo de réalisateurs décline ensuite plusieurs propositions américaines, dont les remakes de Hellraiser, des Griffes de la nuit et Halloween.
En 2011, toujours avec Julien Maury, Alexandre Bustillo réalise Livide, un film de maison hantée.
En 2014, Julien Maury réalise avec Alexandre Bustillo, le film Aux yeux des vivants, présenté au Festival SXSW à Austin.
En 2017, il réalise avec Julien Maury, Leatherface, le 8e film de la série Massacre à la tronçonneuse (production américaine). Préquel du film culte de Tobe Hooper, le film se concentre sur l'adolescence du tueur.
En 2020, Alexandre Bustillo tourne le film Kandisha avec Julien Maury.
En 2021, il réalise, toujours avec Julien Maury, le film The Deep House, film d'horreur mettant en scène Camille Rowe et James Jagger (fils de Mick).
En 2024, il réalise le film Le Mangeur d’âmes, mettant en scène entre autres Virginie Ledoyen, Sandrine Bonnaire et Francis Renaud.

## Filmographie
- 2007 : À l'intérieur avec Julien Maury
- 2011 : Livide avec Julien Maury
- 2014 : Aux yeux des vivants avec Julien Maury
- 2014 : ABCs of Death 2, segment Xylophone avec Julien Maury
- 2017 : Leatherface avec Julien Maury
- 2020 : Kandisha avec Julien Maury
- 2021 : The Deep House avec Julien Maury
- 2024 : Le Mangeur d’âmes avec Julien Maury